# Speleonectes atlantida
Speleonectes atlantida är en kräftdjursart som beskrevs av Koenemann, Bloechl, Martínez, Iliffe, Hoenemann, Oromí 2009. Speleonectes atlantida ingår i släktet Speleonectes och familjen Speleonectidae. Inga underarter finns listade i Catalogue of Life.